# Jean Daoud
 (août 2023).
 (juin 2023).
- Si vous ne connaissez pas le sujet, laissez ce bandeau (vous pouvez alors contacter les auteurs).
- Si vous supprimez le contenu mis en cause (vous pouvez préalablement contacter les auteurs),

argumentez précisément cette suppression dans la page de discussion
(un manque de référence n'est pas un argument ; une recherche réelle de référence doit avoir été effectuée, être formellement documentée).
Jean Daoud, né en 1955, est un formateur d'acteur, dramaturge et metteur en scène libanais.
Il a créé une nouvelle méthode de formation de l'acteur (« approche globale »), allant d'une philosophie de l'acteur et du théâtre qui lui est particulière. Il a également mis des techniques de cette méthode au service de la formation des danseurs, des éducateurs (en vue de ce qu'il appelle l'éducation créative), des formateurs et animateurs de la non-violence...[pas clair]

## Biographie
Doctorat en études théâtrales et cinématographiques (université Paris VIII, France, 1985).
Diplôme d’études supérieures en art dramatique de l'Institut des beaux-arts de l'université libanaise, 1981
il a également suivi deux années d’études en mathématiques, physique et chimie à la Faculté des sciences avant d’opter aux études d’art dramatique en 1977).

### Formateur d'acteur
Il a fondé le Laboratoire de dramaturgie, d’actorat et de textes à l’université libanaise (Faculté de lettres depuis 1986, et puis à l’Institut des beaux-arts depuis 1996). Ce laboratoire ouvre ses portes au public de temps à autre en vue d’une interaction expérimentale et active.
Il a fondé l’Atelier pédagogique qui met en valeur le rôle des techniques de la formation d’acteur dans la pédagogie créative. Cet atelier a œuvré sur deux volets : un atelier pour enfants (1987-2001) et un autre atelier de formation de formateurs qui travaille avec les professeurs.
Il a dirigé des ateliers spécialisés dans la formation de l’acteur, dont un atelier avec le CCF à Beyrouth, des ateliers dans des universités privées, un atelier à Sharja (mai 2006), etc.	

## Publications (langue arabe)
- Al Dabh Eldimocrati (L’Hyène démocratique), recueil, Beyrouth, 1998.
- Al Hazayan Fi Jaçad Imra’a Kalimat (Délire dans le corps d’une femme, verbes), recueil, Beyrouth, 1998.
- Fi Makan Al A’ard Al Maçrahi… (Le Lieu de la représentation scénique - en quête d’une forme idéale), Beyrouth, 2000.
- Bayna Ana Wa Ana Hya (Entre moi et moi, elle), pièce de théâtre, Beyrouth, 2006.

## Réalisations
Il a réalisé des documentaires dont :
- Le Théâtre au Liban, un documentaire de deux heures et demie (il a mené une enquête de deux années pour constituer les documents et achever le scénario et le tournage) présenté à la presse en 1986
- Un laissez-passer au CNSAD à Paris, documentaire de 36 minutes sur le Conservatoire national supérieur d'art dramatique de Paris
- 522 courts documentaires sur le Liban, portant sur l’archéologie, l’architecture libanaise, l’écologie, les coutumes et traditions, la vie culturelle, politique, sociale, littéraire, les peintres, des écrivains tels que Khalil Gibran, les hommes de théâtre libanais, diffusés sur la chaîne internationale hispanophone mexicaine Télévisa (Mexique et les autres pays hispanophone)
- Il est l’auteur, le réalisateur et le directeur de plusieurs programmes diffusés par une radio locale, tout au long des deux années (1977–1978). Il a exercé la fonction du secrétaire général des programmes dans cette radio.

## Promoteur de festivals et d'actions artistiques et culturelles
- Il est le promoteur du festival du théâtre et des spectacles en 1983. Il a œuvré dans le cadre du festival de théâtre scolaire avec l’organisation « Alef » pendant trois années.
- Membre du jury aux festivals de Quamar d’or (Liban, trois ans consécutifs), Ayyam AlSharja al Masrahya (Les Jours théâtraux de Sharja), Festival international du théâtre universitaire, Université Sultan Kabus, Oman.

## Tâches académiques
- Directeur du département de théâtre à l’Institut des beaux-arts II depuis 2002.
- Membre de la commission scientifique à l’Institut des beaux-arts de l'université libanaise (2002-2006) et à la Faculté d'éducation de l'université libanaise (2000-2002).
- Membre de la commission scientifique chargée du développement des programmes de l’Institut des beaux-arts de l'université libanaise (2004-2005).
- Membre de la commission scientifique de la Faculté de pédagogie chargée du développement des programmes de la dite faculté (2003 et 2004).
- Il a fait partie du comité de l’établissement des programmes du master en éducation artistique à la Faculté d'éducation en l’an 2002.
- Il a participé à l’instauration du département d'éducation artistique - section théâtre, à la Faculté de pédagogie de l'université libanaise, et a pris en charge la mission de coordinateur de cette spécialisation pour quatre années consécutives (1997 - 2001).
- Membre du jury des concours d’entrée au département de théâtre et au département d'éducation artistique théâtrale de l'université libanaise

## Actions différentes
Jean Daoud est l’auteur et le metteur en scène de plusieurs pièces de théâtre, de recueils de poèmes. Il a œuvré en tant que chercheur, conférencier et formateur dans des séminaires et des congrès à travers le monde arabe. Il  est également l’auteur d’ouvrages sur le théâtre, et de notes de recherche portant sur la « pédagogie créative », les médias, les techniques de la formation d’acteur comme outil pédagogique stimulateur de la créativité, et sur le rôle du théâtre et du cinéma dans le développement de l’Homme. Il a donné conseils dans le domaine de l’architecture des salles de théâtre, et sur le développement de l’Université Libanaise et des médias. Il a dirigé plusieurs ateliers de formation des enseignants pour leur permettre de tirer profit des techniques de formation d’acteur dans l’approche pédagogique… et Il a participé à un congrès, au département de psychologie de l’Université Libanaise, ayant comme thème « Quelle école voulons-nous ? », pour proposer les techniques de la formation d’acteur comme voie à la « pédagogie créative ». Il a dirigé également plusieurs ateliers qui mettent les techniques de formation d’acteur au service des formateurs, des animateurs des mouvements de la non-violence – en collaboration avec le comité libanais des droits civils et un comité espagnol de la non-violence. Il a lancé et organisé le Festival du Théâtre et des spectacles (Liban 1982). Il a lancé et organisé le Congrès de Beyrouth pour le Théâtre (décembre 2003) et a été chargé des fonctions du secrétaire général. Une deuxième session de ce Congrès s’est tenue en novembre 2005 sous le titre L’Acteur : concepts, techniques, formation et témoignages. Il est le fondateur de l’atelier de dramaturgie, d'actorat et de textes (1986- ).

## Source
- Asda Tabhas AAn Watan